# Kalatay Ferenc
Kalatay Ferenc (Ófalu (Szepes megye), 1722. október 1. – Nagyvárad, 1795. június 29.) nagyváradi püspök.

## Élete
Ófalun született, ahol apja Kalatai Tamás a császári és királyi sóhivatal igazgatója volt. Bécsben a logikai osztályból 1744-ben lépett a jezsuita rendbe, majd Grazban hallgatta a bölcseletet, Kassán a teológiát. Egerben töltötte a harmadik próbaévet; azután az ifjúságot tanította Esztergomban, Kőszegen, Gyöngyösön és Nagybányán. 1760-ban Trencsénbe küldetett az anabaptisták megtérítésére, ahol katonai lelkész is volt. A budai egyetemen a bölcseletet tanította, ahonnét a Pálffy Lipót (később Alvinczy) gyalogezredhez ment tábori papnak, mely tisztét 14 évig nagy buzgalommal viselvén, a galíciai, lodomeriai és bukovinai tábori püspök főnöke vagy generalis vicariusa lett. 
1780. május 18-án Bródyban a II. Katalin cárnő látogatására induló II. József kíséretéhez mint lelkiatya csatlakozott. Szentpétervárt a cárnő drágakövekkel ékesített arany szelencével ajándékozta meg. Augusztus 7-én Lembergbe érkezett és oroszországi útját báró Reviczkyhez augusztus 23-án intézett latin levélben írta le. A császár 1781-ben lembergi kanonokká nevezte ki; azután sem szűnt meg minden szombaton a különböző vallásfelekezetűeket (deisták, csehek, husziták és zsidók), polgári és katonai betegeket és foglyokat, még a ragályos nyavalyákban sínylődőket is meglátogatni, vígasztalni és alamizsnával segíteni. 
1787. augusztus 20-án II. József császár nagyváradi püspökké nevezte ki; szeptember 7-én indult székhelyére, október 17-én Bécsbe érkezett, a császár 28-án fogadta és értékes hintóval ajándékozta meg. Október 29-én utazott Pozsony felé és Győrben, Budán tartózkodván, november 24-én érkezett Nagyváradra, ahol püspökké fölszentelése 1788. április 27-én történt. Különösen jótékonyságával tűnt ki; püspöki megyéjében több helyen templomokat és lelkészi lakokat építtetett. A török háborúban II. József császárt pénzzel segítette és Ferenc királynak is a franciák ellen viselt háborúja alatt 12 000 forint segélyt adott. 
Érdemeiért a rokon Kalathay és Szilvay (Gallovics) családok 1794. január 23-án nemességet nyertek. Végrendeletében az özvegyek és más szegények részére alapítványt tett. Ő volt az első váradi megyés püspök, akit az új székesegyházban helyeztek nyugalomra.
Kazinczy Ferenc a következő két jellemző adomát írja róla: "Midőn Váradra leért, s kiszálla kocsijából, ez vala első szava a praefectushoz: Habet ne pecuniam in cassa, quia ego vix habeo grossum. Egy pappal felült kocsijába, s Püspökibe kocsizott ki, s ott beszálla a biróhoz, s parancsolta feleségének, hogy főzzön ebédet, a milyet tud. A kálvinista biró s biróné soha sem tudta, mi ez, mert az előbbi püspökök szakácsok nélkül nem jártak ki Váradról, s a magok házaikhoz szállottak. Kalatai néhány nap mulva ajándékot külde ki, ezt írván saját kezeivel a borítékra: a püspöki birónak".
Pásztorlevele: Dilectis in Christo Filiis, Parochis, et Animarum Curatoribus, Salutem a Domino Sempiternam. Magno-Varadini, 1795. márc. 27.
Oroszországi útjáról írt terjedelmes latin levelét először kiadta Keresztury Alajos (Hist. fund. episc. M.-Varad. II. 329. 1.), magyarul pedig P. Thewrewk Miklós (a Tudom. Gyűjteményben 1823. X. 27-36. 1.), németül a Rieler, Oesterr. Archivjában (Bécs, 1831.) és a brassói Blätter für Geist, Gemüth und Vaterlandsliebeben (1841. 20. sz.)